# Jim Hegan
James Edward Hegan, dit Jim Hegan (Lynn, 3 août 1920 - Swampscott, 17 juin 1984) est un ancien joueur américain de baseball qui évolua en Ligue majeure de 1941 à 1960.

## Carrière
Natif de Lynn (Massachusetts), Jim Hegan est sélectionné au Match des étoiles en 1947, 1949, 1950, 1951 et 1952 alors qu'il joue pour les Indians de Cleveland. Sa faiblesse au bâton est largement compensée par son excellence au poste de receveur. Bill Dickey déclara : « Quand vous jouez receveur comme Jim Hegan, vous n'avez pas besoin de frapper des coups sûrs. »
Jim Hegan est introduit au Temple de la renommée des Indians de Cleveland en 1966.
Sa carrière de joueur achevée, il devient instructeur chez les Yankees de New York (1960-1973), puis chez les Tigers de Détroit (1974-1978) et les Yankees à nouveau (1979-1980).